# Francisco de Sousa Dias
Francisco de Souza Dias (Muge, Salvaterra de Magos, 25 de Março de 1873  - ?) foi um político e médico português.

## Biografia

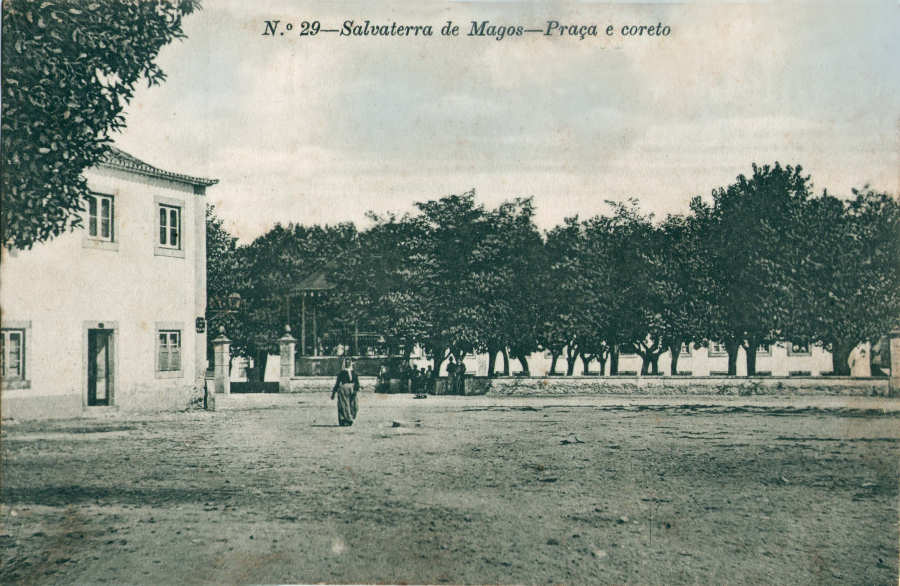
Salvaterra de Magos, cerca de 1900.

### Nascimento e educação
Francisco de Souza Dias nasceu na localidade de Muge, parte do concelho de Salvaterra de Magos, em 25 de Março de 1873, filho de Manuel Duas Rosa e de Henriqueta Rosa da Costa Dias, e neto de Manuel da Souza Dias e de Rosa de Jesus. Teve vários irmãos, incluindo Aníbal Souza Dias, que chegou ao posto de contra-almirante.
Nasceu numa família de ricos lavradores, o que lhe permitiu o acesso à educação. Assim, fez o curso de Regente Agrícola na Escola Agrícola de Santarém, e depois frequentou a Escola Médica de Lisboa, onde se formou em 1900.
Proprietário de herdades com montado de sobro no Algarve, Alentejo e Ribatejo edificou o centro de lavoura em Benavente onde residia, foi nessa vila que dedicou a vida a ajudar quem precisava, servindo a população da vila de água potável e escola através da sua própria casa.

### Carreira profissional e política
Francisco de Souza Dias iniciou a sua carreira como médico municipal e da Misericórdia na localidade de Benavente.
Apoiante do Partido Republicano, tendo apoiado o movimento republicano em São Brás de Alportel e liderado o de Benavente. Destacou-se pelo seu papel durante uma epidemia de gripe e depois durante o Sismo de Benavente de 1909, onde ordenou a abertura de poços artesianos para aliviar a falta de água potável, distribiu quinino e organizou uma refeição diária para os pobras, em conjunto com a sua mulher e a Liga Republicana das Mulheres Portuguesas. Também propôs a criação de um bairro social, utilizando em parte os fundos recolhidos para alívio das vítimas do sismo.
Após a Revolução de 5 de Outubro de 1910, assumiu de forma espontânea o cargo de Administrador do Concelho de Benavente, com o apoio da população, posição que foi confirmada de forma definitiva pelo Governador Civil, Ramiro Guedes, no ano seguinte. Continuou então a sua carreira na política, acumulando com a de médico, tendo-se tornado Governador Civil de Beja em 1912, Deputado da Nação em 1915, e Governador Civil de Santarém em 1919.

### Família
Francisco de Souza Dias casou com Maria Francisca Dias em 2 de Fevereiro de 1903, com quem teve onze filhos.

## Homenagens
O nome de Francisco de Souza Dias foi colocado numa avenida em Benavente.
Busto no parque das forças armadas em Benavente.
Nome de rua em Muge. 